# Rainer W. Walter
Rainer W. Walter (* 5. Juni 1938 in Biberist; † 14. April 2024 in Grenchen) war ein Schweizer Lehrer, Journalist, Politiker und Schriftsteller.
Walter schrieb ab 1960 regelmässig für die sozialdemokratischen Zeitungen Das Volk und Solothurner AZ sowie für das Grenchner Tagblatt und das Bieler Tagblatt und auch für den Kalender. Von 1973 bis 1998 war er Lehrer im Grenchner Kinderheim Bachtelen und amtete danach bis 2003 als Chef des «Amtes für Kultur und Sport des Kantons Solothurn». Er war zudem Solothurner Verfassungsrat und Gemeinderat von Grenchen und veröffentlichte unter anderem Sachbücher zu Lokalgeschichte sowie Kurzgeschichten. 1993 wurde er mit dem Kulturpreis der Stadt Grenchen ausgezeichnet.

## Publikationen (Beispiel)
- Der Gastarif (Roman)